# Nombrilisme

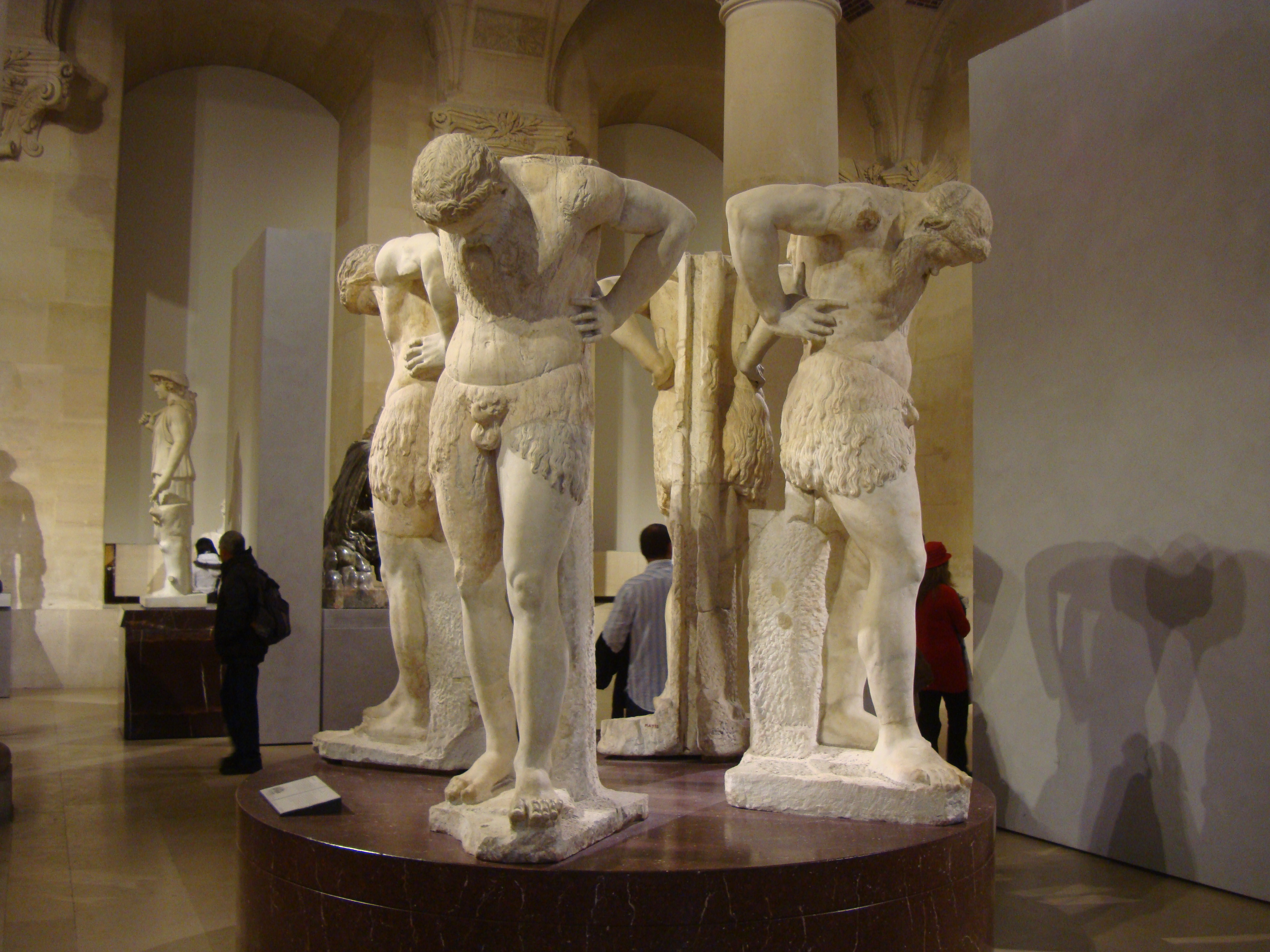
Quatre grandes statues de satyres regardant vers le bas, voire leur nombril, donnant une impression d'égocentrisme. Statues exposées au Louvre, datant du IIe siècle après JC, Rome.

Le nombrilisme est une façon de penser égocentrique. C'est aussi une théorie qui fait référence à soi ou indirectement à soi (par exemple en la centrant sur le milieu social, culturel, ethnique, etc. auquel on se sent lié) en ne restant pas objectif.

## Exemples
Poussée à l'extrême, la vision égocentrique débouche sur le solipsisme, comme le suggèrent ces citations extraites du Trésor des paradoxes de Philippe Boulanger et Alain Cohen (Éditions Belin, 2007) : Unus sum et multi in me (« Je suis un, mais beaucoup sont en moi », Zénon d'Élée) ; « On n’est pas seul dans sa peau » (Henri Michaux) ; « J’ai envie d’ouvrir la fenêtre pour me voir passer dans la rue » (Gérard Lenorman).